# 항공

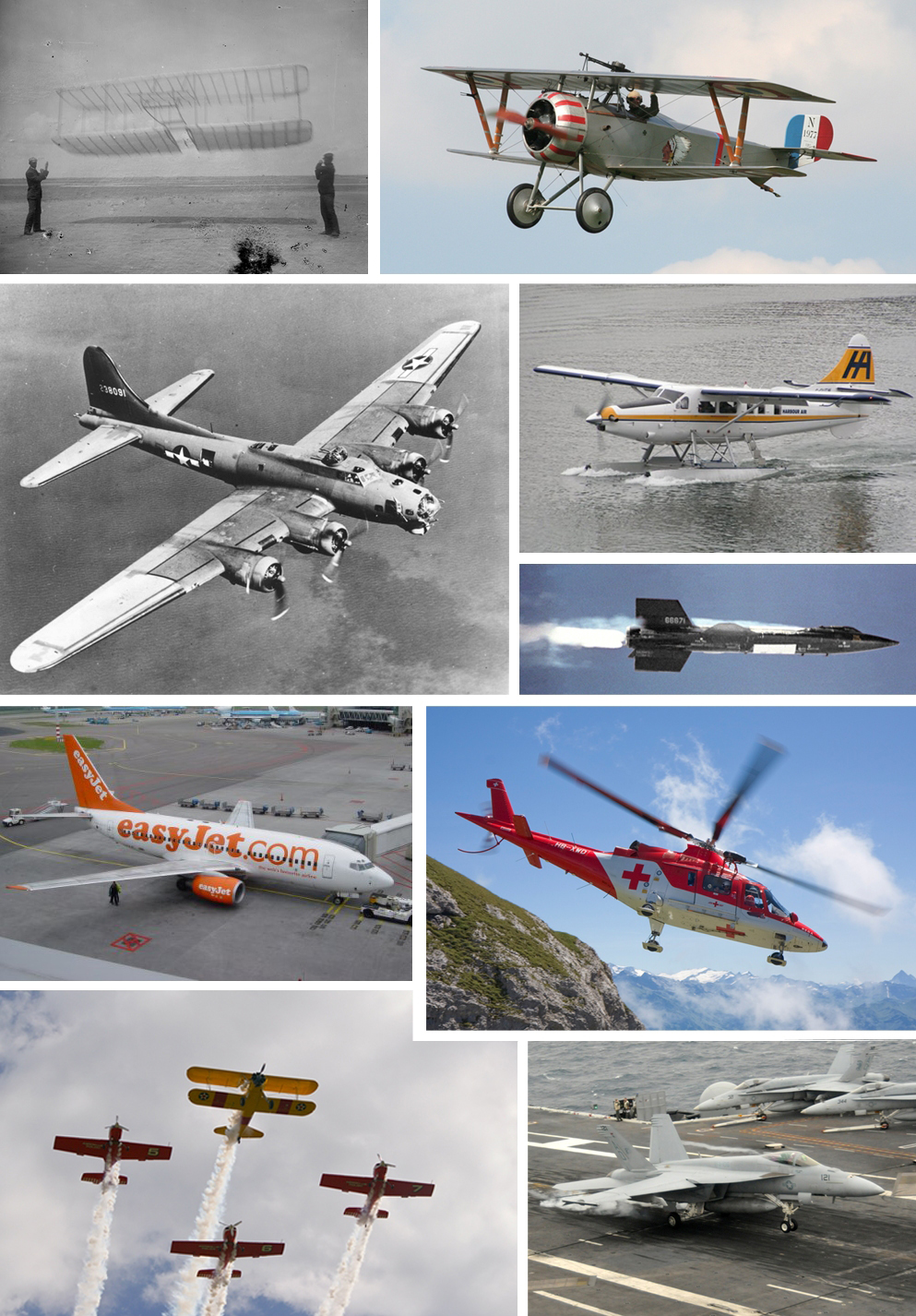

항공(航空)이란 항공기 등의 기계를 이용한 비행이나, 항공 산업에 관련되는 활동을 가리키는 용어이다. 항공기에는 고정익, 전진익, 회전익, 열기구, 비행선 등이 포함이 된다.
항공은 18세기에 열기구의 개발과 시작됐다. 1896년 오토 릴리엔탈의 글라이더 비행으로 항공 기술은 더욱 더 진보됐다. 1900년대 초 라이트 형제가 비행기를 발명하면서 항공 기술은 비약적인 성장을 하게 된다.

## 같이 보기
- 민간 항공(Civil aviation) : 민간 항공은 여객기와 화물기를 사용하여 정기적으로 여객화물 운송하는 사업을 말한다.
  - 정기 항공(Air transport)
  - 일반 항공(General aviation)
- 군사 항공(Military aviation)

대표적인 관련 직업
- 항공기 조종사
- 항공우주공학기술자
- 항공교통관제사
- 항공기 객실 승무원
- 항공기 유도원 (마샬러)
- 항공기 정비사